# 蒙特内罗-迪比萨恰
蒙特内罗-迪比萨恰（義大利語：Montenero di Bisaccia），是意大利坎波巴索省的一个市镇。总面积93.01平方公里，人口6774人，人口密度72.8人/平方公里（2009年）。ISTAT代码为070046。